# 28 дана
28 дана (енгл. 28 Days) је америчка филмска драма из 2000. године са Сандром Булок у улози Гвен Камингс, колумнисткиње која се лечи од алкохолизма.
Колумнисткиња великих градских новина принуђена је да оде у центар за одвикавање од дроге и алкохола, након што је уништила венчање своје сестре и слупала украдену лимузину.

## Радња
Новинарка Гвен Камингс и њен дечко Џаспер воде дивљи живот. Она изазива саобраћајну несрећу возећи пијана на дан венчања своје сестре. Судија даје Гвен избор између боравка у болници и примарне неге у рехабилитационом центру. Она бира остало, што се чини као мање зло, и наставља да се препушта својој фаталној страсти.
У Центру Гвен активно учествује у било ком од предложених програма лечења, у групним терапијским сесијама, и речено јој је да је алкохоличарка. Након сусрета са неким другим пацијентима, Гвен постепено почиње да сагледава свој живот и увиђа да заиста има озбиљних проблема. Она дели собу са пацијенткињом Андреом, 17-годишњом зависницом од хероина која јој је нанела телесне повреде.
Нова познанства и блиско, помало романтично пријатељство са познатим спортистом Едијем Буном помажу да се врати полет живота. Сви остали пацијенти помажу Гвен да себе сагледа у другом светлу, покушава да се промени и превазиђе своју болест. Заједно са другим пацијентима, Гвен поставља представу засновану на омиљеној опери становника центра „Санта Круз“.
Џаспер даје предлог Гвен током њиховог састанка, али она одбија. Током једног од последњих дана Гвениног боравка у центру, Андреа изврши самоубиство. Гвен се одјављује из центра и упознаје Џаспера. Нуди јој ноћ за забаву. Међутим, Гвен осећа љубав у себи и прекида односе са њим.

## Улоге
| Глумац              | Улога          |
| ------------------- | -------------- |
| Сандра Булок        | Гвен Камингс   |
| Доминик Вест        | Џаспер         |
| Стив Бусеми         | Корнел Шоу     |
| Виго Мортенсен      | Еди Бун        |
| Елизабет Перкинс    | Лили Камингс   |
| Рени Сантони        | Данијел        |
| Марго Мартиндејл    | Бети           |
| Маријана Жан-Батист | Рошанда        |
| Алан Тјудик         | Герхарт        |
| Азура Скај          | Андреа Дилејни |